# Deidamia alata
Deidamia alata là một loài thực vật có hoa trong họ Lạc tiên. Loài này được Thouars mô tả khoa học đầu tiên năm 1808.